# Urby Emanuelson
Urby Emanuelson là một cầu thủ bóng đá hiện đang thi đấu cho Ajax Amsterdam trong vai trò là hậu vệ trái, anh cũng có thể chơi như một tiền vệ trái. Mặc dù là hậu vệ nhưng anh cũng có khả năng tấn công với tốc độ và khả năng dắt bóng.
Emanuelson là sản phẩm của lò đào tạo Ajax, đến đây từ Voorland SC. Anh có trận đấu đầu tiên cho đội I vào 10 tháng 4 năm 2005. Vào mùa giải 2005/2006, anh là sự lựa chọn hàng đầu cho vị trí hậu vệ trái và anh giành được danh hiệu đầu tiên, bắt đầu vào năm 2005 với danh hiệu Johan Cruiff Schaal và KNVB vào năm 2006.

## Thi đấu quốc tế
Anh là thành viên đội Hà Lan vô địch giải U21 châu Âu vào năm 2006 và có tên trong đội hình xuất sắc nhất giải ở vị trí hậu vệ trái. Vào 16 tháng 8 nam) 2006, anh được gọi vào đội tuyển Hà Lan trong trận tiếp Ireland. Với kết quả này anh đã được bầu là cầu thủ trẻ Hà Lan xuất sắc nhất năm 2006. Cả hai danh hiệu Johan Cruiff Shcaal và KNVB đều thuộc về hậu vệ này vào mùa 2006/2007 và anh giành được danh hiệu Johan Cruijff-schaal lần thứ ba vào đầu mùa 2007/2008.
Vào kì chuyển nhượng mùa hè năm 2007, Ajax đã quyết định không bán Urby như là lời lưu ý với các câu lạc bộ muốn có anh.
Mặc dù đã chơi cho Hà Lan ở vòng loại Euro 2008, anh vẫn không được gọi vào đội tuyển cho VCK Euro.

## Thống kê
| Mùa giải  | Câu lạc bộ | Giải đấu   | Ra Sân | Bàn thắng | Tạo cơ hội |
| --------- | ---------- | ---------- | ------ | --------- | ---------- |
| 2004/05   | Ajax       | Eredivisie | 3      | 0         |            |
| 2005/06   | Ajax       | Eredivisie | 26     | 1         |            |
| 2006/07   | Ajax       | Eredivisie | 31     | 3         |            |
| 2007/08   | Ajax       | Eredivisie | 26     | 3         |            |
| Tổng cộng | Tổng cộng  | Tổng cộng  | 86     | 7         |            |

## Danh hiệu

### Câu lạc bộ
Ajax
- Cúp bóng đá Hà Lan (3): 2005–06, 2006–07, 2009–10
- Johan Cruijff-schaal (3): 2005, 2006, 2007

Milan
- Giải vô địch bóng đá Ý (1): Giải vô địch bóng đá Ý 2010–11
- Siêu cúp bóng đá Ý (1): 2011

### Quốc tế
Hà Lan
- UEFA U-21 Championship Huy chương vàng: 2006

### Cá nhân
- Amsterdam Talent of the Year: 2006[1]